# 志賀親次
志賀 親次（しが ちかつぐ/ちかよし）は、安土桃山時代の武将。大友氏の家臣。南志賀家・志賀親守（その後養子などの関係により志賀親度が父になる）の子。豊後国岡城主。

## 生涯
豊後の大友氏の家臣・志賀親守の子として誕生。
親次は武勇に優れ、養母が大友宗麟の娘ということもあって重用された。天正12年（1584年）7月、黒木家永の守る猫尾城攻めに参加。同年9月に父親度が主君義統と不和になって失脚すると、19歳の若さで家督を継ぐことを命じられた。翌13年（1585年）にはキリシタンとなり、ドン＝パウロという洗礼名を得ている。
その後　阿蘇高森城の防衛戦に参戦し、島津軍を退けている　この時の総大将は、下に記述する岡城戦で　島津義弘退却後も抑えとして残され、幾度も岡城に攻撃を仕掛け、その度に敗走している。
天正14年（1586年）、薩摩国の島津氏が37000の大軍で豊後国に侵略して来ると（豊薩合戦）、父親度や他の南郡衆が島津氏に味方する中で、親次は1500程の兵で居城・岡城に立て籠もって徹底抗戦し、島津義弘や新納忠元が指揮する島津方の大軍を寡兵で何度も撃退した。鬼ヶ城の決戦では、数千の島津義弘相手に500の兵でこれを散々に打ち負かして見事勝ったと言う。この時の志賀軍の損害は20に留まったと言われる。豊臣秀長の援軍が豊後に上陸すると、反乱した南郡衆を滅ぼし父を自刃させる。その後、一万田城に囚われた5人の島原の武将を救出し、その時にキリスト教を持ち帰ったことから島原の隠れキリシタンのルーツはここよりと思われる。これらーの戦いで見事な采配を振った親次に対し、豊臣秀吉に厚く絶賛された。
その後は祖父親守の後見を受け、岡城を中川家に明け渡し豊臣秀吉から現在の大分県日田市に所領1000石をもらい、島津侵略で多くの家臣を失った大友氏家中において、抜群の武功で名を上げかつ名族でもある親次は発言力を強めていたようである。ところが、こうしたことから主君・吉統（義統より改名）からはかえって疎まれることになった。なかでも、宗麟の死後にキリスト教は禁教とされるも、親次は棄教を拒否し豊後におけるキリシタンの事実上の保護者となっていたが、親次が義乗の大阪訪問に随行中に吉統によって宣教師達は豊後から追放される仕打ちをうけている。
天正20年（1592年）の文禄の役に参陣したとき、誤報を信じたため小西隊が苦戦にもかかわらず戦況を見誤り撤退を吉統に進言してしまい、これを敵前逃亡とみなした豊臣秀吉の怒りに触れて、大友氏は改易され親次も所領を失った。なお、「フロイス日本史」の大友氏に関する記述は、このときに親次が仕官先を求めて上京するところで終わっている。
その後は、蜂須賀家政に仕え日田郡大井荘1,000石を領有し、関ヶ原の戦いの際には九州で大友吉統の石垣原の戦いを支援、のち福島正則、小早川秀秋（九百五十石）、再び福島正則、毛利輝元にそれぞれ仕えた。95歳没と当時としてはかなりの高齢である（祖父の親守もかなりの期間記録が残っていることから、長寿の家系と思われる）。山口県の宇部市小野地域に墓が現存し、子孫は同地に残っている。一部の子孫は九州に戻って細川氏に仕え熊本藩士として明治まで続いたという。